# Wólka (Hajnówka)
Pour les articles homonymes, voir Wólka.
Wólka est un village de Pologne, situé dans la gmina de Czyże, dans le Powiat de Hajnówka, dans la voïvodie de Podlachie.

## Source
- (en) Cet article est partiellement ou en totalité issu de l’article de Wikipédia en anglais intitulé « Wólka, Hajnówka County » (voir la liste des auteurs).

1. ↑  (pl) « Gmina Czyże (podlaskie) » mapy, nieruchomości, GUS, szkoły, regon, kody pocztowe, zarobki, wynagrodzenie, bezrobocie, wypadki drogowe, edukacja, tabele, demografia, statystyki, urzędy », sur Polska w liczbach (consulté le 28 juillet 2025)